# Stadt Wien (Schiff)
Die Stadt Wien ist ein 1939 gebautes dieselelektrisches Rad-Motorschiff der ehemaligen Donaudampfschiffahrtsgesellschaft DDSG. Sie befährt heute von Tulln aus die österreichische Donau.

## Geschichte
In der zweiten Hälfte der 1930er Jahre plante die DDSG trotz der spürbaren Folgen der Wirtschaftskrise eine Erneuerung ihrer großteils aus Dampfschiffen bestehenden Flotte. Neue Motorschiffe waren wirtschaftlicher und personalsparender zu betreiben als die kohlegefeuerten Schaufelraddampfer, Dieselmotoren erreichten zunehmend eine für den Schiffsbetrieb ausreichende Größe und Leistung. Erstmals sollten dieselelektrische Schiffe auf der Donau zum Einsatz kommen, das nötige Antriebs-Know-how kam von Sulzer und Brown-Boveri aus der Schweiz. Bereits vor dem Anschluss Österreichs ans Deutsche Reich erging der Auftrag zum Bau des Schiffes an die DDSG-Werft Korneuburg. Die Kiellegung erfolgte am 1. Juli 1938, bereits am 5. November desselben Jahres lief das in der Bauzeit als „G“ bezeichnete Schiff vom Stapel. Am 8. August 1939 taufte Wiens Bürgermeister Neubacher in Gegenwart von Gauleiter Hugo Jury das fertiggestellte Schiff auf den Namen Stadt Wien. An der anschließenden Jungfernfahrt nach Krems nahmen ausschließlich „Gefolgsschaftsleute“, sprich Arbeiter der Korneuburger Schiffswerft und der DDSG sowie Parteiprominenz teil. Die Presse bezeichnete die Stadt Wien anlässlich der Indienststellung als „Stolz der Donau“ und „Symbol der deutschen Schaffenskraft“.
Das Schiff bewährte sich technisch vollkommen und war in Folge auf dem damals im Deutschen Reich befindlichen Teil der Donau in Einsatz. 1940 kam mit der Stadt Passau ein baugleiches Schwesterschiff in Fahrt. Mit zunehmendem Verlauf des Zweiten Weltkriegs wurde die Stadt Wien zum Kriegsdienst herangezogen. Den Krieg überstand das Schiff unbeschädigt und flüchtete im April 1945 gemeinsam mit anderen Einheiten aus dem von der Roten Armee bedrohten Wien donauaufwärts nach Linz, wo die Stadt Wien den Amerikanern in die Hände fiel.

### Nachkriegszeit
Nach dem Krieg fuhr das Schiff für den in den westlichen Besatzungszonen verbliebenen Teil der DDSG auf der oberen Donau, im Jahr 1953 nahm die Stadt Wien gemeinsam mit der wieder instand gesetzten Johann Strauß an der Wiedereröffnung des Schiffsverkehrs Wien – Linz teil. In den Folgejahren war das Schiff eine der großen Stützen des Fahrgastbetriebes der DDSG und wurde meist zwischen Wien und Linz eingesetzt. Nach dem Ende der alten DDSG im Jahre 1995 wurde die Stadt Wien an den Tullner Bürgermeister Wilhelm Stift verkauft, der es als schwimmendes Restaurant und für Ausflugsfahrten betrieb. 2020 wurde das Schiff von Stift an eine österreichisch-ungarische Kapitalgesellschaft verkauft, die es renovierte und weiterhin für Gesellschaftsfahrten betreibt.

## Technik
Das Schiff besitzt zwei dieselelektrische Antriebsanlagen, diese sind mit Baujahr 1939 noch original. Als Antrieb dienen zwei je 460 PS starke Achtzylinder-Viertakt-Dieselmotore der Gebrüder Sulzer AG vom Typ Mod.8 DDA 22. Diese wirken mit einer Drehzahl von 500 Umdrehungen pro Minute auf je einen Generator, welcher bei 240 V und 550 Ampére eine Leistung von 298 kW entwickelt. Zwei jeweils 244 kW starke Elektromotore wirken über ein gemeinsames Getriebe der DEMAG mit einer Untersetzung von 10:1 auf die Schaufelradwelle. Die gesamte elektrische Ausrüstung stammt von Brown Boweri.
Gesteuert wird das Schiff über ein elektromotorisch angetriebenes Fahnenruder.

## Bilder

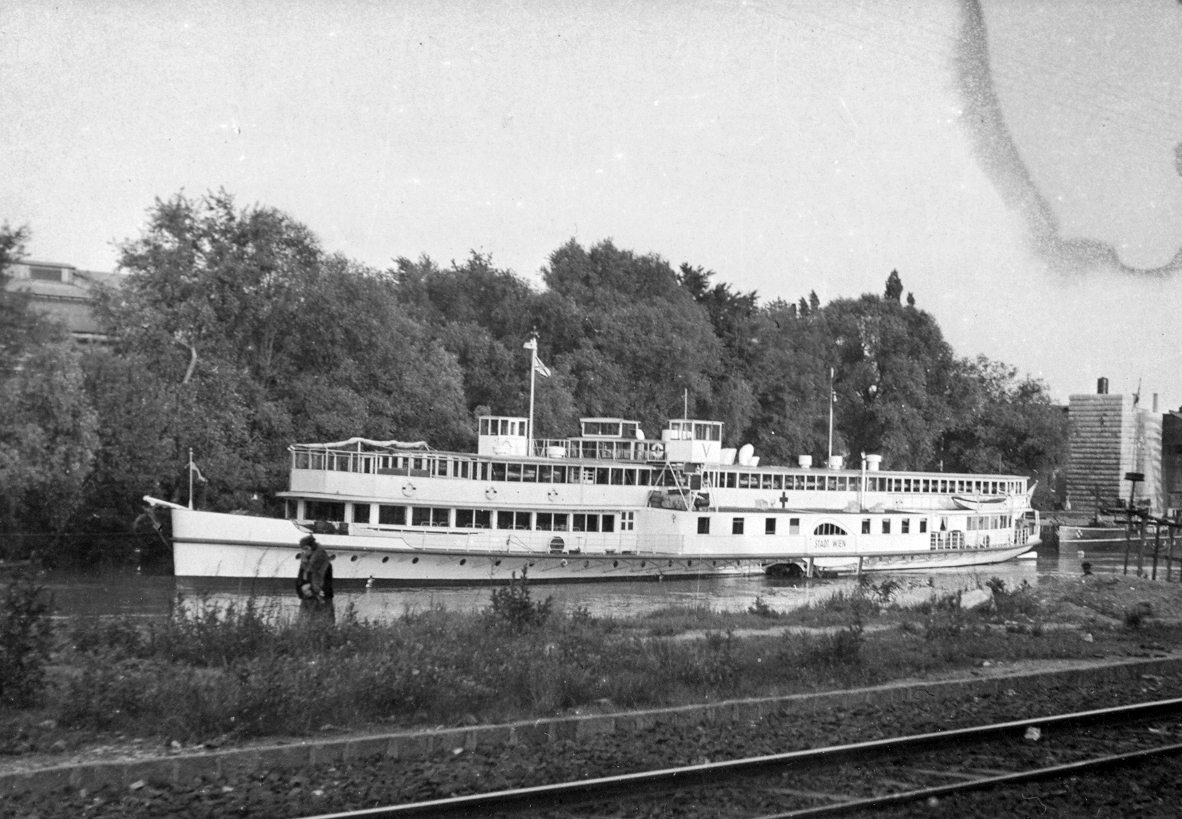
Die Stadt Wien in der Schiffswerft Óbuda (1952)
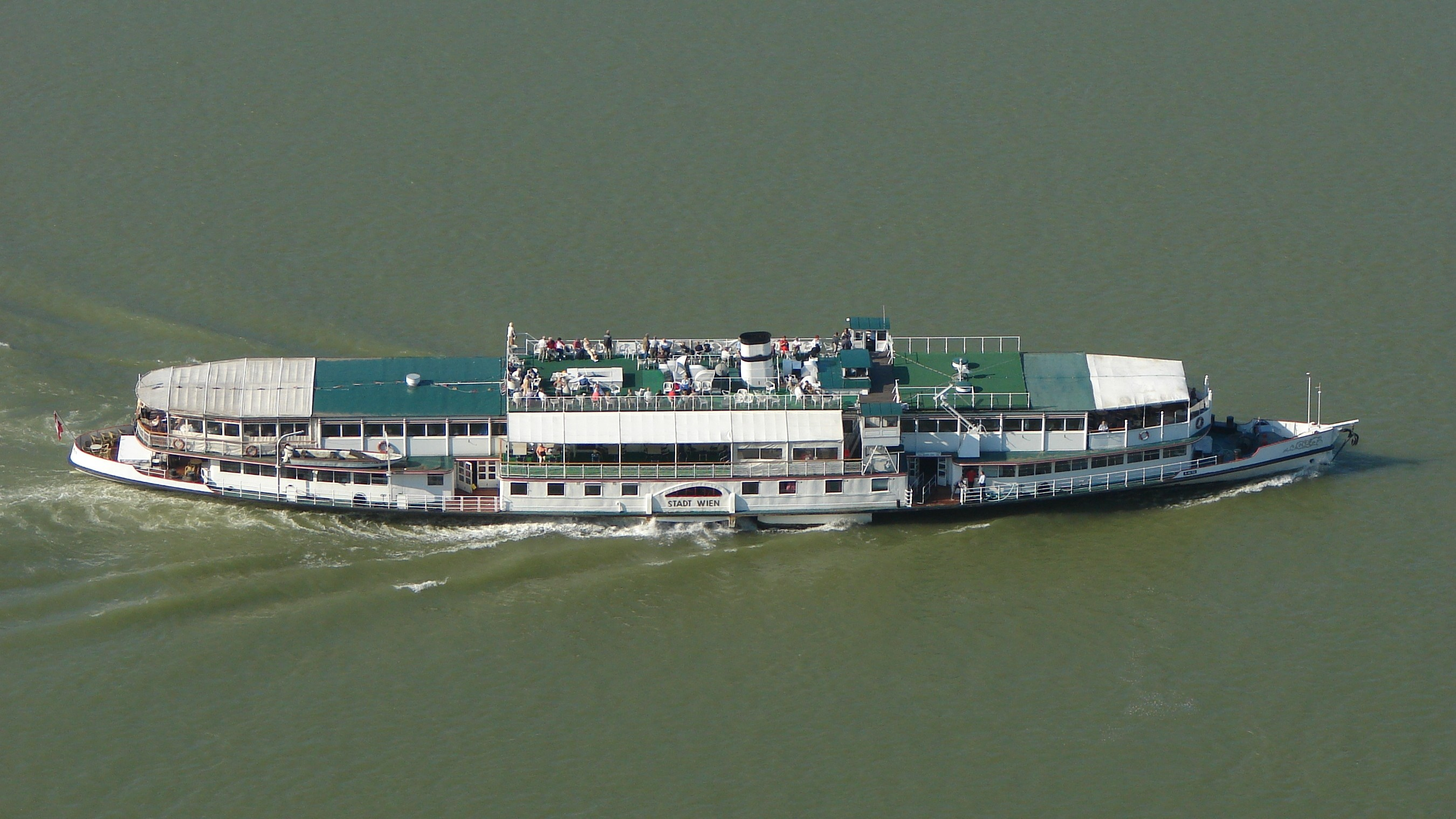
Luftbild der Stadt Wien
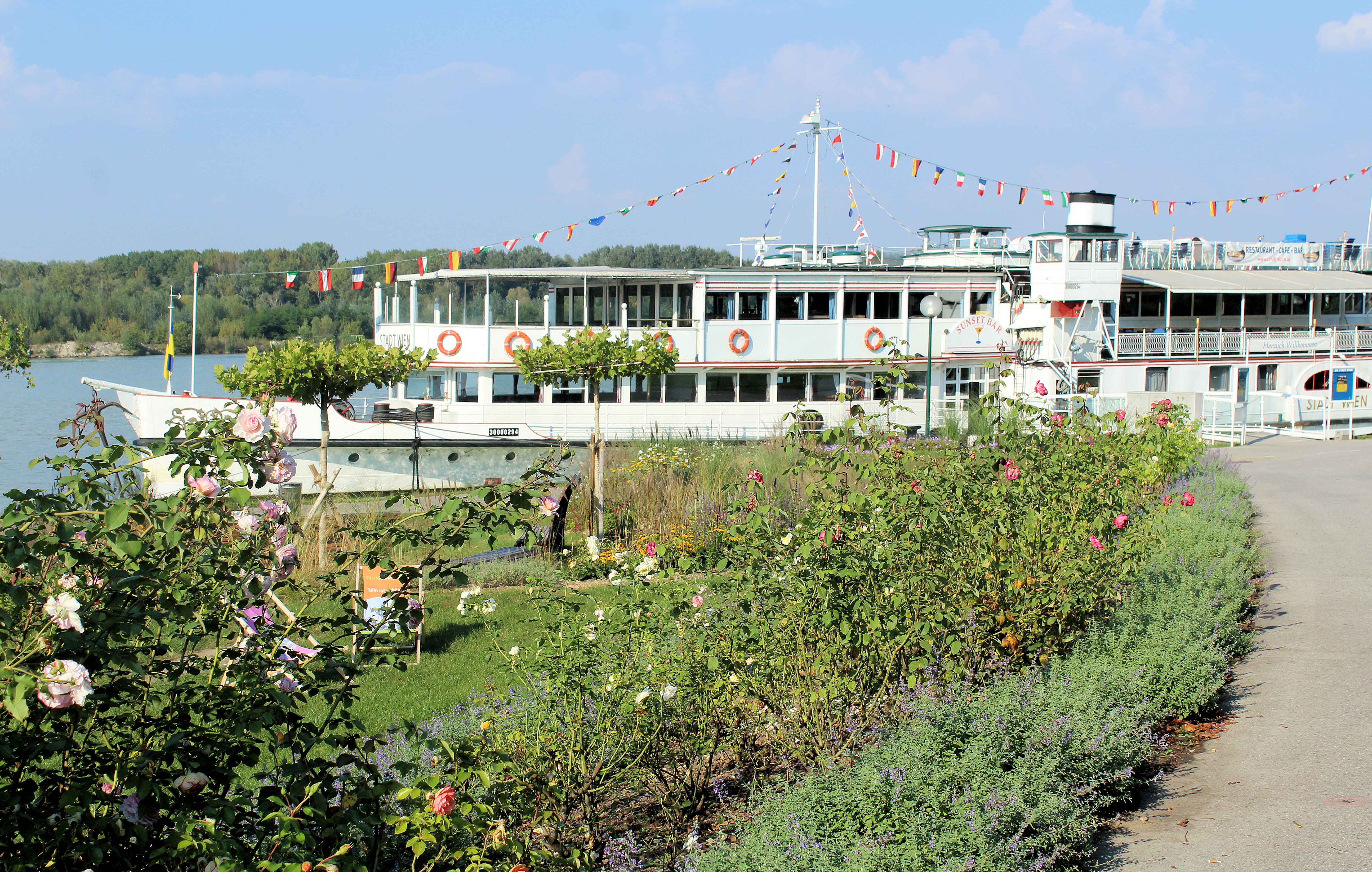
Am Liegeplatz in Tulln
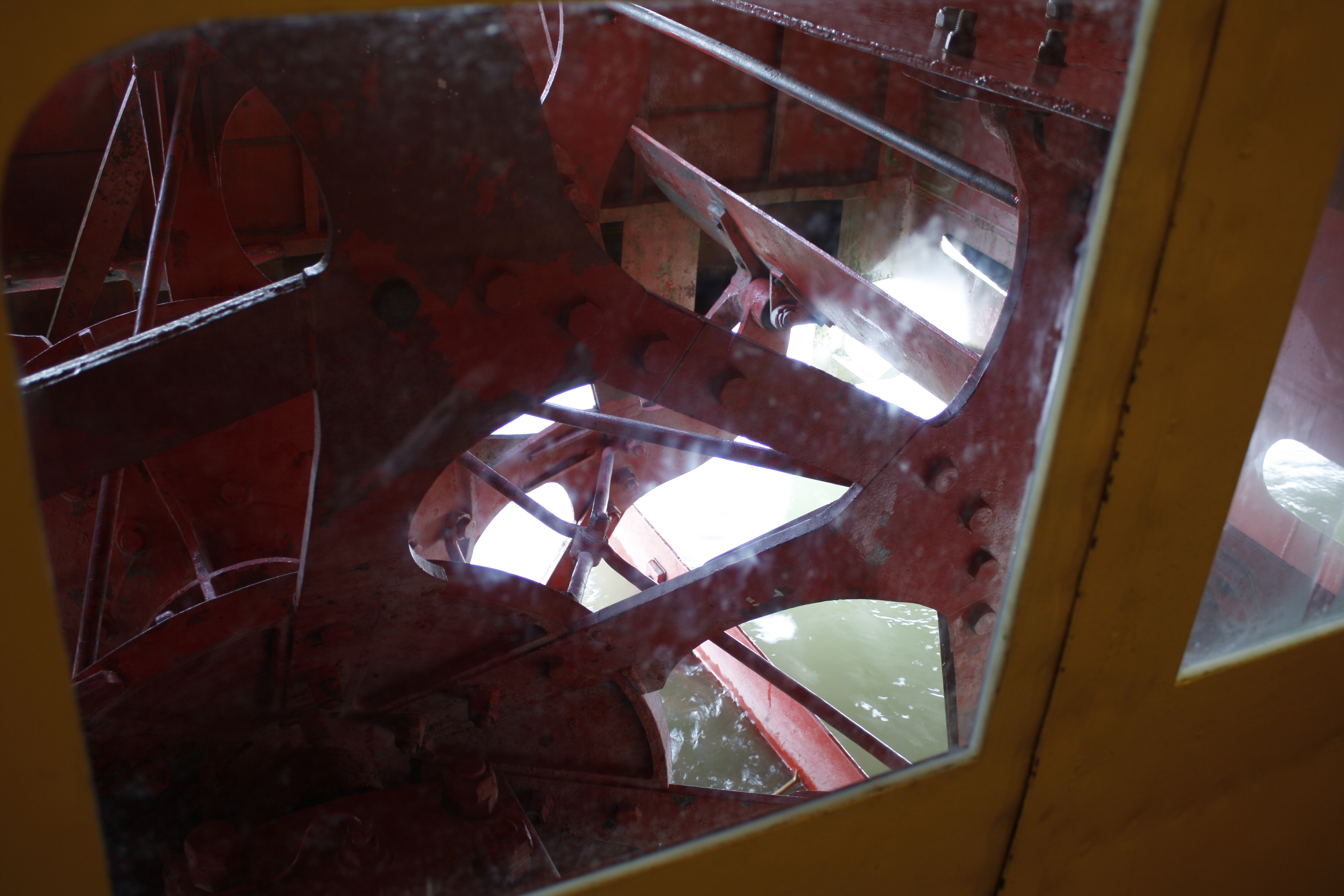
Eines der beiden Schaufelräder
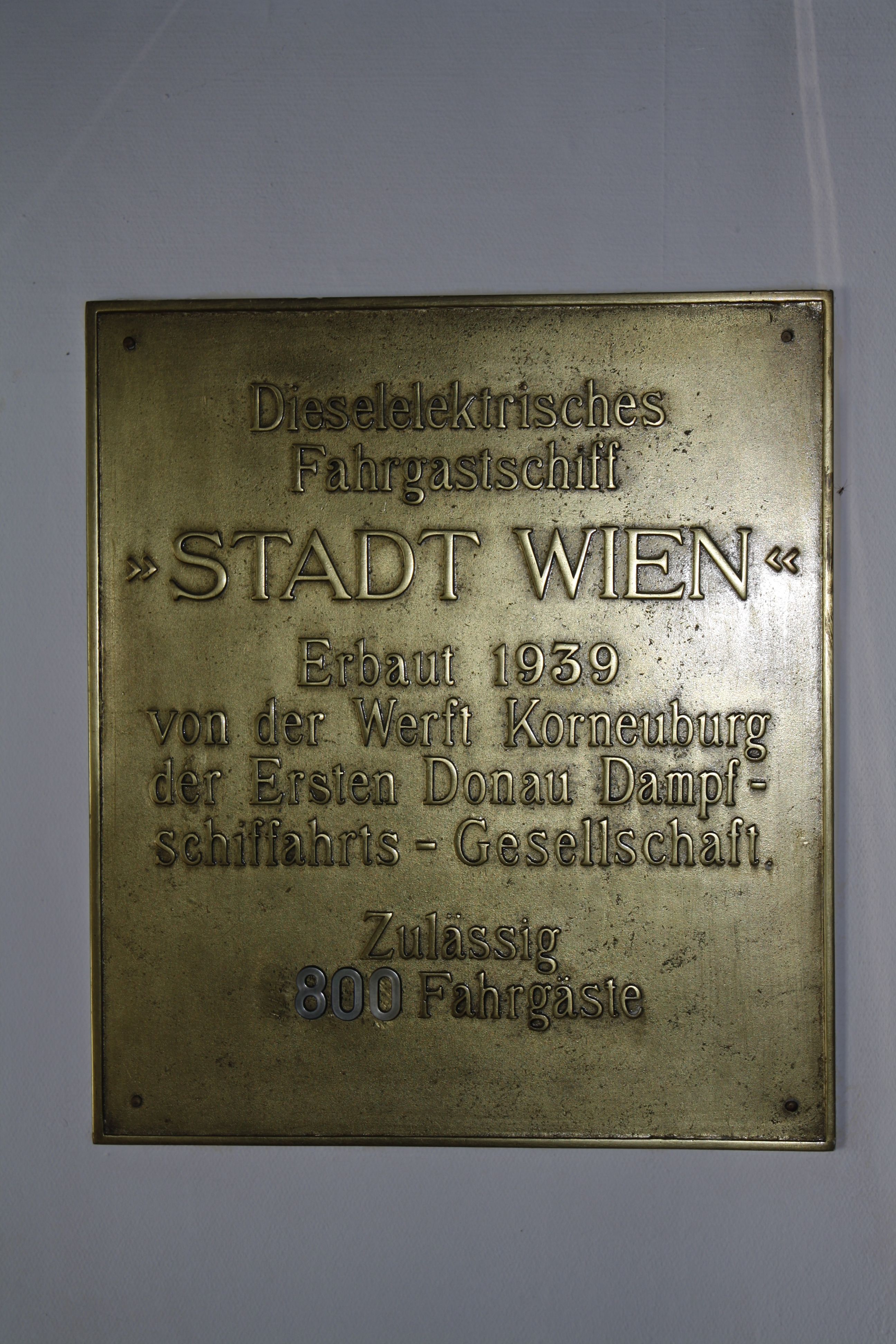
Fabriksschild